# Посольство Бангладеш в России

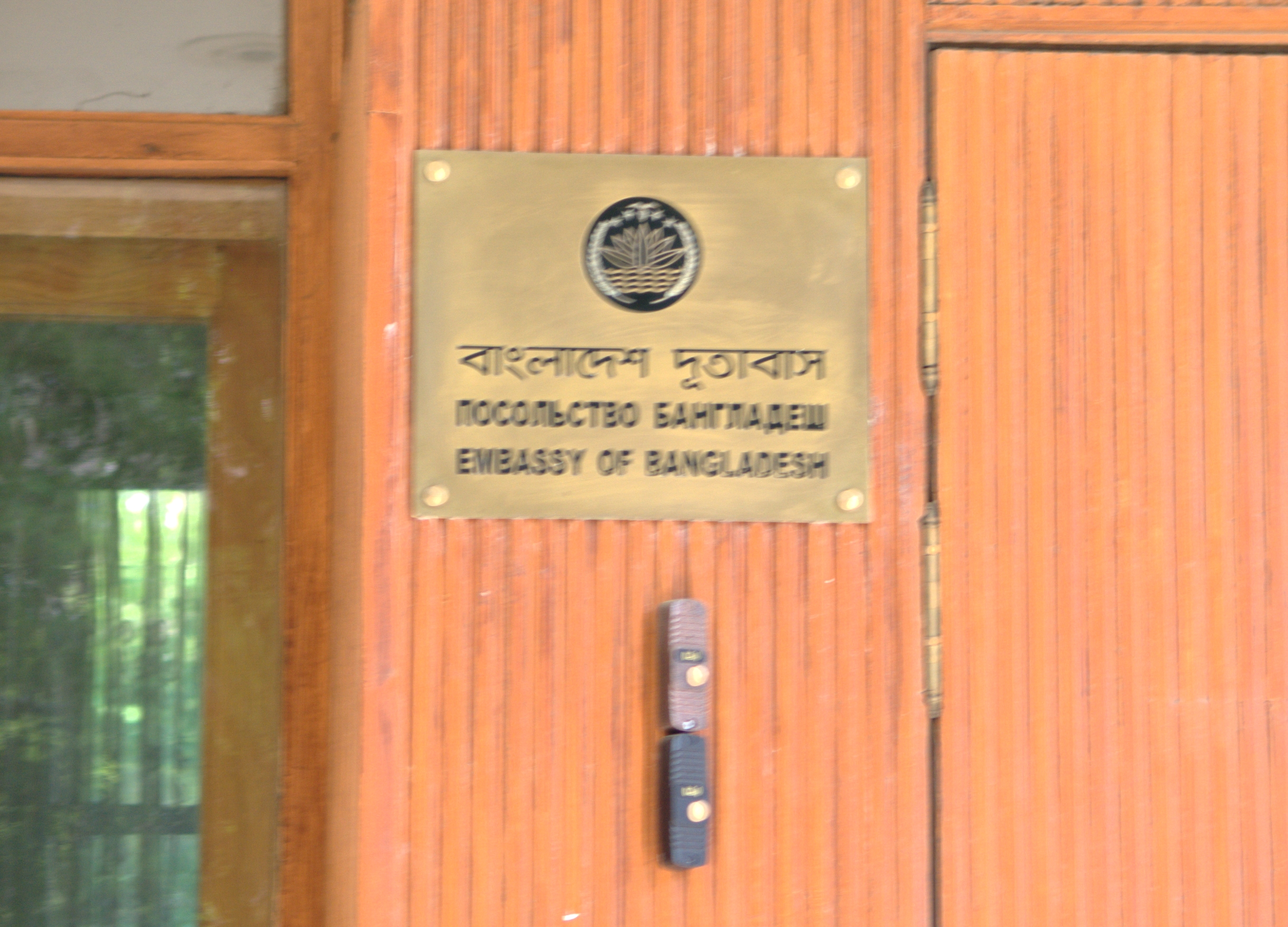
Вход в посольство.

Посольство Народной Республики Бангладеш в России расположено в Москве в Хамовниках в Земледельческом переулке. Дипломатические отношения между СССР и Бангладеш были установлены 25 января 1972 года.
- Посол Бангладеш в Российской Федерации: Камрул Ахсан (верительные грамоты вручены 5 февраля 2020 года[1]).
- Индекс автомобильных дипломатических номеров посольства — 028.

## Послы Бангладеш в России
| - Шамсур Рахман (17 февраля 1972 — 4 августа 1975) - Шамсул Хок (28 ноября 1975 — 1 мая 1978) - Мирза Рашид Ахмад (15 декабря 1978 — 1 января 1984) - Сайед Наджмуддин Хашим (6 мая 1984 — 28 июля 1986) - Мохаммад Резаул Карим (6 августа 1986 — 19 января 1989) - Назрул Ислам (17 февраля 1989 — 30 сентября 1990) - Мустафизур Рахман (11 декабря 1990 — 30 декабря 1993) - Амса Амин (17 января 1994 — 14 января 1996) | - Мустафа Фарук Мохаммад (3 февраля 1996 — 12 марта 1999) - Атаур Рахман Хан Кайсер (18 июля 1999 — 17 января 2001) - Шарджил Хасан (24 апреля 2001 — 20 июля 2002) - Назимулла Чоудхури (9 августа 2002 — 6 февраля 2005) - Амир Хусейн Сикдер (5 июня 2005 — 9 июля 2007) - Мохамед Миджарул Кайес (3 августа 2008 — 7 июля 2009) - Сайфул Хок (26 августа 2009 — 24 декабря 2019) - Камрул Ахсан (5 января 2020 — н. в.) |